# Kozacy II: Wojny napoleońskie
Kozacy II: Wojny napoleońskie – sequel gry Kozacy: Europejskie boje wyprodukowany przez ukraińskie studio GSC Game World, wydany przez cdv Software Entertainment AG 4 kwietnia 2005 roku.

## Rozgrywka
Kozacy II: Wojny napoleońskie to sequel gry Kozacy: Europejskie boje. Należy do gatunku strategicznych gier czasu rzeczywistego. W grze zostało zawartych sześć mocarstw: Francja, Wielka Brytania, Austria, Rosja, Prusy oraz Egipt w XIX wieku. W grze zostało zawartych dwanaście samodzielnych misji oraz dziesięć bitew historycznych. W grze występuje 150 autentycznych jednostek bojowych oraz 180 budowli z tamtego okresu. Producenci przygotowali zaawansowany system dyplomatyczny oraz nowy system ekonomiczny. Gracz ma globalną kontrolę nad krajem, prowincje i wioski mają swój własny automatyczny system, który jest odpowiedzialny za ich rozwój. Twórcy gry stworzyli nowy interfejs oraz system sterowania wojskami pozwalający na tworzenie formacji bojowych. Gra ma trójwymiarową grafikę oraz poprawioną sztuczną inteligencję. Gry wieloosobowa zawiera pięć trybów rozgrywki Deathmatch, Historical Battle oraz European Conquest.